# William E. Hull
William Edgar Hull, född 13 januari 1866 i Lewistown i Illinois, död 30 maj 1942 i Toronto i Ontario, var en amerikansk politiker (republikan). Han var ledamot av USA:s representanthus 1923–1933.
Hull efterträdde 1923 Clifford Ireland som kongressledamot och efterträddes 1933 av Everett Dirksen.
Hull är begravd på Oak Hill Cemetery i Lewistown i Illinois.